# Kerby (Oregon)
Kerby az Amerikai Egyesült Államok északnyugati részén, Oregon állam Josephine megyéjében, a U.S. Route 199 mentén elhelyezkedő statisztikai település. A 2020. évi népszámlálási adatok alapján 628 lakosa van.
A lakosság és az itt működő vállalkozások száma ellenére a bányászkorból fennmaradt épületek miatt több útmutató is kísértetvárosnak tekinti. Kerbyt az 1850-es évek második felében, az aranyláz idején alapították.
Itt található a térség őslakosait és az aranybányászatot bemutató Kerbyville múzeum.
A Belt épületben található a Rogue Közösségi Főiskola telephelye.

## Története
Névadója James Kerby (más írásmód szerint Kerbey). Josephine megyét 1865-ben alapították; első székhelye Sailor’s Diggings (a mai Waldo) volt. A következő megyeszékhely-választáson a másik jelölt Kirbey’s Ranch volt; James Kerby és Samuel Hicks kereskedőtársak valószínűleg ezért alapították Kerbeyville-t, amelyet az 1857-es választáson megyeszékhelynek választottak.
A territóriumi törvényhozás a település nevét 1856-ban Napoleonra módosította (vélhetően Napóleon és Jozefina (Josephine) kapcsolatára utalva). A név nem nyerte el a lakosok tetszését, így a képviselőház a visszavonás mellett döntött, ezt azonban a szenátus nem fogadta el. Habár törvényesen nem változtatták meg a nevet, a hivatalos feljegyzésekben a Kerbyville elnevezést használták, mígnem az egyszerűség kedvéért a Kerby mellett döntöttek. A megyeszékhely 1886-ban Grants Pass lett.
Az 1856-ban alapított posta a Cave Junction-i hivatal telephelyeként üzemel.

## Éghajlat
A település éghajlata mediterrán (a Köppen-skála szerint Csb).
| Hónap                         | Jan.  | Feb.  | Már. | Ápr. | Máj. | Jún. | Júl. | Aug. | Szep. | Okt. | Nov.  | Dec.  | Év    |
| ----------------------------- | ----- | ----- | ---- | ---- | ---- | ---- | ---- | ---- | ----- | ---- | ----- | ----- | ----- |
| Rekord max. hőmérséklet (°C)  | 18,9  | 24,4  | 27,8 | 36,7 | 42,2 | 42,8 | 44,4 | 45,6 | 43,3  | 37,8 | 25,6  | 20,6  | 45,6  |
| Átlagos max. hőmérséklet (°C) | 8,7   | 12,1  | 14,8 | 18,1 | 23,0 | 27,4 | 32,5 | 32,1 | 28,8  | 21,2 | 11,9  | 8,1   | 19,9  |
| Átlaghőmérséklet (°C)         | 4,5   | 6,5   | 8,1  | 10,3 | 14,1 | 17,8 | 21,4 | 20,8 | 17,8  | 12,6 | 7,3   | 4,3   | 12,2  |
| Átlagos min. hőmérséklet (°C) | 0,3   | 0,8   | 1,4  | 2,5  | 5,2  | 8,1  | 10,3 | 9,6  | 6,8   | 3,9  | 2,6   | 0,7   | 4,4   |
| Rekord min. hőmérséklet (°C)  | −11,5 | −15,6 | −6,7 | −6,1 | −2,8 | −2,2 | 2,2  | 1,1  | −3,9  | −9,4 | −11,7 | −21,1 | −21,1 |
| Átl. csapadékmennyiség (mm)   | 282   | 207   | 190  | 103  | 52   | 18   | 6    | 13   | 26    | 93   | 239   | 316   | 1545  |
| Forrás: Weatherbase           |       |       |      |      |      |      |      |      |       |      |       |       |       |

## Népesség
A településnek 2010-ben 595, 2020-ban pedig 628 lakosa volt.

## Fordítás
- Ez a szócikk részben vagy egészben  a   Kerby, Oregon című angol Wikipédia-szócikk ezen változatának fordításán alapul.  Az eredeti cikk szerkesztőit annak laptörténete sorolja fel. Ez a jelzés csupán a megfogalmazás eredetét és a szerzői jogokat jelzi, nem szolgál a cikkben szereplő információk forrásmegjelöléseként.